# パワード・リフト

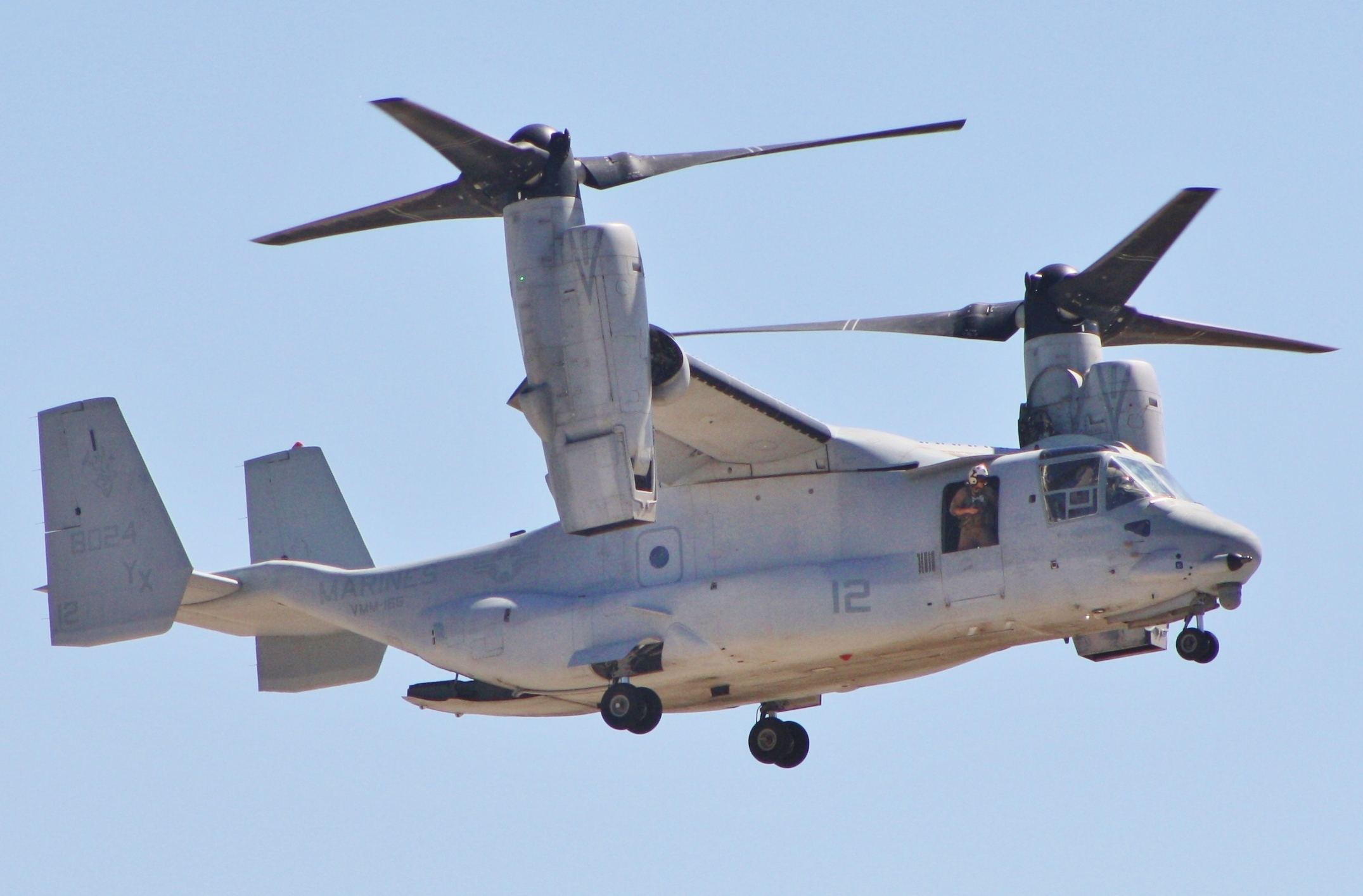
アメリカ海兵隊のベル・ボーイングV-22オスプレイ

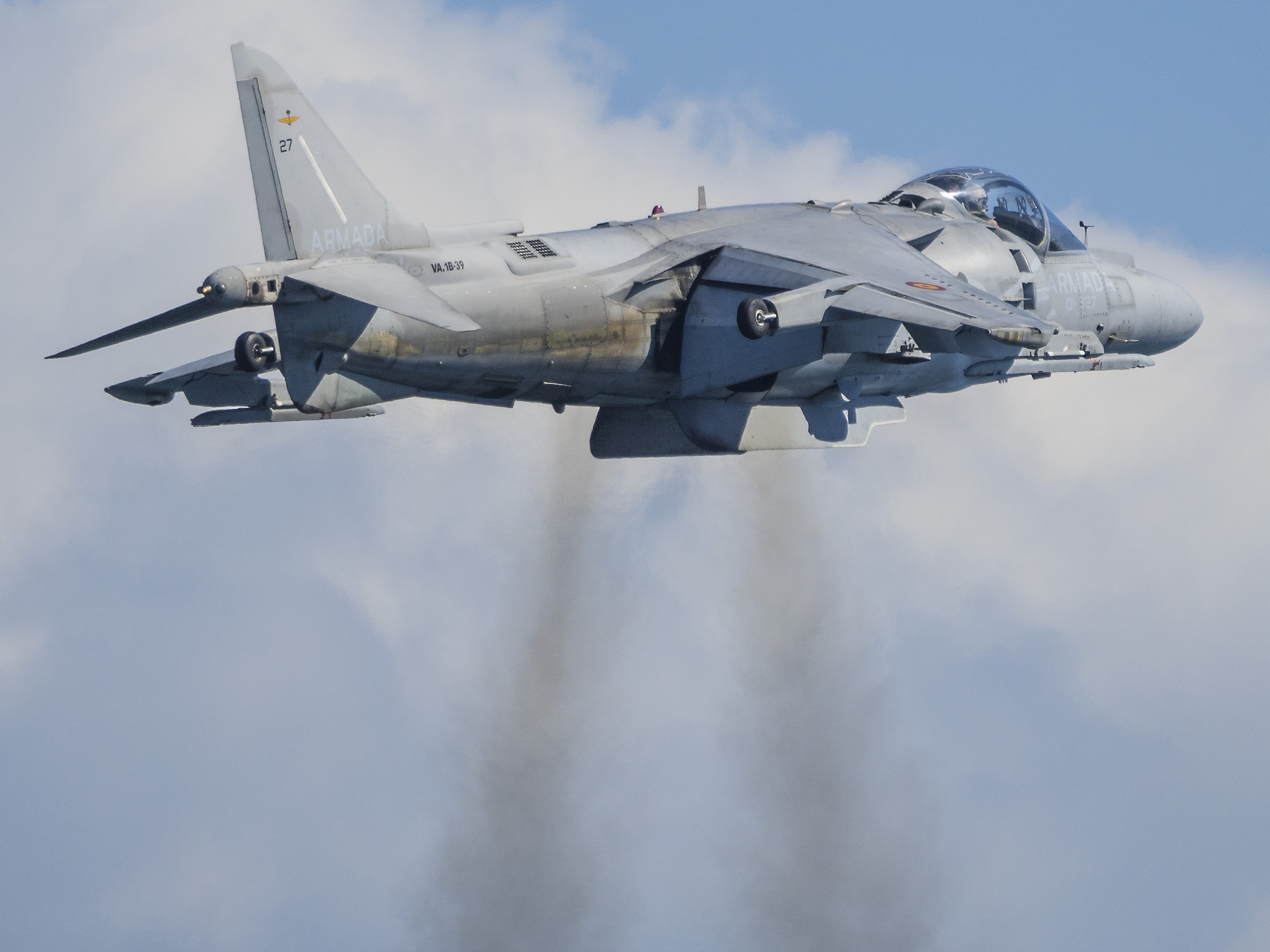
スペイン海軍のマクダネル・ダグラスEAV-8BハリアーⅡプラス

パワード・リフト（英語: powered lift）機は、エンジンの力で垂直離着陸を行い、水平飛行には固定翼を用いる航空機である。ヘリコプターと同じように長い滑走路がなくても離着陸でき、かつ、固定翼機と同じくらいの速度性能を発揮できる。
パワード・リフト機には、アメリカ海兵隊が用いているベル・ボーイングV-22オスプレイのようなティルトローターやティルトウイングなどがある。これらは、コンバーチプレーンと呼ばれる。それ以外のものとして、英国のハリアーのようなダイレクト・スラストなどがある。
1997年8月21日、FAA（Federal Aviation Administration, 連邦航空局）から、ベル・ヘリコプター、ボーイングおよびアメリカ海兵隊のパイロットに対し、パワード・リフトの操縦資格が初めて発行された。
垂直離着陸機VTOLの現代的言い回しでもあり、意味はほぼ同じ。

## 定義

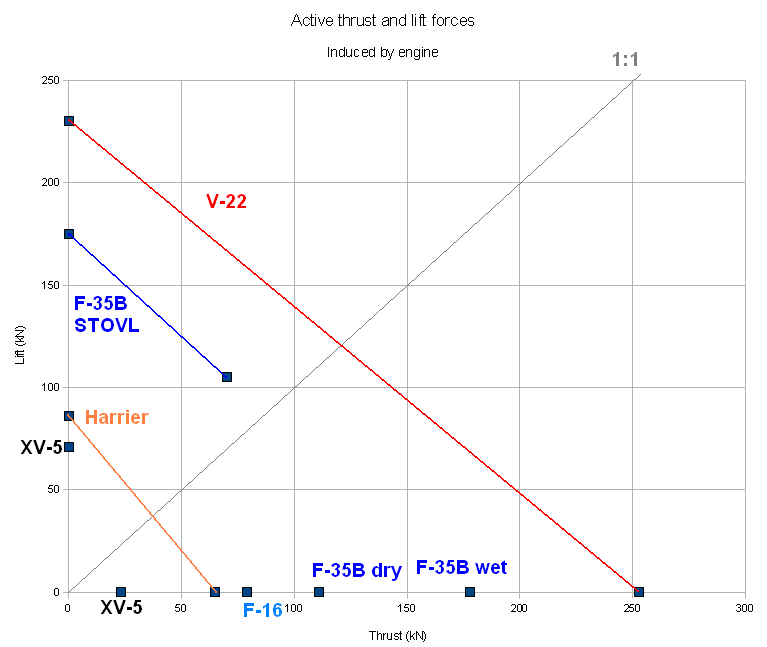
各機種の揚力および推力

パワード・リフトは、ICAO（International Civil Aviation Organization, 国際民間航空機関）およびFAAで用いられている航空機の分類の中のひとつを表す用語であり、「エンジンにより駆動される揚力発生装置またはエンジンの推力により揚力を得ることにより、垂直離陸、垂直着陸および低速飛行が可能であり、かつ、水平飛行中は非回転翼により揚力を得る重航空機（ICAO別冊1第1.1章）」と定義され、FAAは2024年現在、型式証明審査基準を策定中である。

## コンバーチプレーン
コンバーチプレーンは、垂直離着陸にはローターの推力を用い、水平飛行には固定翼の揚力を用いるように転換を行う航空機である。
ベル・ボーイングV-22のようなティルトローターやティルトウィングは、前進飛行する場合には、ローターを前方に傾けて、プロペラのように働かせる。翼端損失を軽減するため、大きなリング状のダクトでプロペラを囲むダクテッド・ファンを備えているものもある。

### ティルトローター

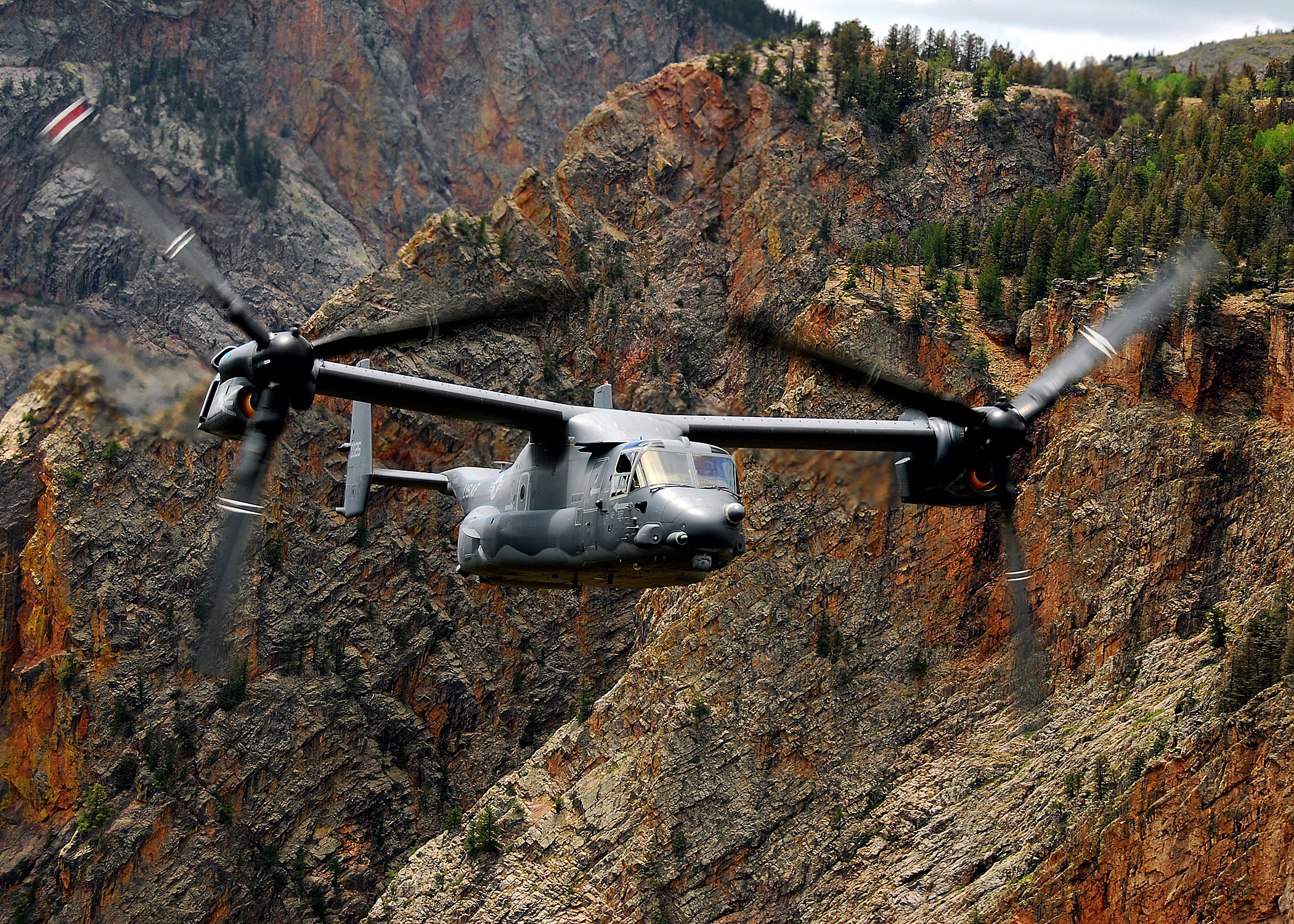
飛行中のアメリカ空軍CV-22

ティルトローターのローター（プロップローターと呼ばれる場合もある）は、固定翼の翼端に配置された回転シャフトまたはナセルに取り付けられ、揚力と推力の両方を発生する。垂直飛行時は、推力が上方を向くようにローターが傾けられ、ヘリコプターのように揚力を発生する。速度が増加するにしたがって、ローターを徐々に前方に傾け、最終的には、プロペラと同じように、ローターの回転面を胴体に対して垂直にする。この状態では、翼が揚力を発生し、ローターが推力を発生する。翼は、ローターよりも効率良く揚力を発生できるため、ヘリコプターよりも高速で飛行できる。
ベル・ボーイングV-22オスプレイは、2台のタービン・エンジンが3枚のブレードを持つ2つのローターをそれぞれ駆動する双発ティルトローター機である。ローターは、垂直飛行時にはヘリコプターと同じように働き、前進飛行時には固定翼機のように働く。初飛行は、1989年3月19日であった。
レオナルド（旧アグスタウエストランド）AW609（旧ベル・アグスタBA609）は、民間用ティルトローター機である。垂直離着陸が可能なこの機体は、2名の搭乗員および9名の乗客を乗せることができる。2020年3月現在、FAAの認証を取得するための手続きを実施中である。

### ティルトウィング
ティルトウィングは、ティルトローターと似ているが、ロータが翼に固定されており、ローターだけではなく、翼全体が垂直から水平まで傾くようになっている。
バートルVZ-2は、1950年代後半に開発された研究機である。他のティルトウィング機と異なり、プロペラではなくローターが用いられていた。1958年7月23日、垂直飛行から水平飛行への完全な転換に初めて成功した。1965年に退役するまでの間に450回の飛行を行い、そのうち34回の飛行において完全な転換に成功した。

### ローター・ウイング
ローター・ウイング機は、試作機しか製造されていない。
ボーイングX-50ドラゴンフライは、2枚のブレードを持つローターをエンジンで駆動して離陸する。水平飛行においては、ローターを停止し、翼のように働かせる。カナード翼と尾翼は、飛行形態を転換する間の揚力を発生するとともに、前進飛行間の安定性および操縦性を増大させる。2機の試作機が製造されたが、いずれも事故により破壊された。
シコルスキーXウイングは、4枚ブレードのローターを持ち、ヘリコプターとして飛行する際のブレード表面に生じる揚力を制御には、圧縮空気が利用する。高速前進飛行時には、ローターの回転を停止し、X字型のタンデム翼として揚力を発生する。ただし、計画がキャンセルされるまでの間に、このローター系統を装備した機体が実際に飛行することはなかった。

## テール・シッター
テール・シッターは、尾部を下にして地面に立てられた状態から垂直に離陸し、同じ状態で垂直に着陸する。離着陸以外の飛行は、機体全体を前方に水平になるまで傾けて行う。量産に至った機体はないが、プロペラまたはジェット推進の数種類の実験機が飛行に成功した。ターボプロップ機であるコンベアXFYポゴのように、飛行モードへの転換に成功した機体もあった。
コレオプターは、揚力を発生するローターの周りにダクトを形成する円環翼を有している。前進飛行への転換に成功した機体はないが、スネクマC450コレオプテールは、ジェット推進を用いて離陸し、ホバリングし、垂直に着陸することに成功した。
ドイツのフォッケウルフ・トリープフリューゲルは、第2次世界大戦中に研究された機体である。それは、パルスジェットを用いて、コックピットの後ろにあるローターを胴体を軸として回転させるものであった。コレオプターと同様に尾部を下にして離陸および着陸し、離陸後は機体をピッチ方向に傾け、前進飛行のための推力を得ようとしていた。風洞実験用の模型が作られただけで、実物が製造されることはなかった。

## ダイレクト・スラスト

### 推力偏向スラスト
軍用の垂直離着陸ジェット機であるハリアー・ジャンプ・ジェットおよびその系列機は、推力偏向を利用して垂直および短距離離着陸を行う。1960年代には、類似した機体が多く生まれたが、成功したのはハリアーだけであった。垂直離着陸が可能なこの機体は、野原、道路および艦船などの狭隘な場所においても運用が可能である。この機体の後継機として設計されたのが、次世代軍用垂直・短距離離着陸機であるロッキードF-35ライトニングⅡである。

### リフト・ジェット
リフト・ジェットは、垂直離着陸機において、垂直方向の推力を発生するために用いられ、前進飛行時には停止される軽量ジェットエンジンである。主エンジンの推力偏向スラストに加えて、リフト・ジェットを補助的に使用する機体もある。この方式については、旧ソ連のYak-38 フォージャーのみが実戦配備できたが、ソビエト連邦の崩壊後の1992年に退役した。

### リフト・ファン
リフト・ファン方式は、通常の固定された翼または胴体に開けられた大きな穴に揚力発生用ファンを配置するものである。このファンは、垂直および短距離離着陸時に用いられる。ファンで揚力を発生しながら離陸した機体は、通常の固定翼機と同じように前進飛行を行う。いくつかの実験機が飛行に成功したが、量産に至ったのは、F-35ライトニングⅡだけである。

## その他の機体
- レオナルドAW609
- ベルXV-3
- ベルXV-15
- ベル イーグル・アイ
- カナディアCL-84
- LTV（リング・テムコ・ボート）XC-142
- ショート SC.1（英語版）